# Caroline Criado-Perez
Caroline Emma Criado-Perez (1984) è una giornalista e attivista britannica, Ufficiale dell'Ordine dell'impero Britannico.
Animatrice del progetto online The Women's Room, avente per obiettivo una maggiore e più equa rappresentazione mediatica delle donne, si è opposta alla rimozione dell'unica donna raffigurata sulle banconote britanniche oltre alla regina Elisabetta II: la campagna indusse la Banca d'Inghilterra a inserire il ritratto di Jane Austen sulle banconote da 10 sterline entro il 2017.  Carolina Criado-Perez è autrice del bestseller Invisibili. Come il nostro mondo ignora le donne in ogni campo. Dati alla mano, vincitore del Royal Society Prizes for Science Books nel 2019 edito in Italia da Einaudi nel 2020.

## Biografia
Nasce in Brasile, figlia dell'uomo d'affari di origini argentine Carlos Criado-Perez, e dell'infermiera Alison Criado-Perez, collaboratrice di Medici senza frontiere e attiva nel settore dell'aiuto umanitario internazionale. Criado-Perez trascorre l'infanzia tra Spagna, Portogallo, Taiwan e il Regno Unito: all'età di 11 anni si stabilisce nei Paesi Bassi con la famiglia, dove termina la formazione scolastica pre-universitaria. Studia storia per un anno a Londra, per poi dedicarsi all'opera, passione sviluppata durante l'adolescenza, mantenendosi nel frattempo con brevi lavori.
Si dedica al marketing digitale per alcuni anni, perfezionando studi linguistici fino alla laurea all'Università di Oxford nel 2012. Una propensione agli studi sul linguaggio sul genere, la lettura di un libro di Deborah Cameron dedicato alle relazioni tra genere e pronomi, la inducono ad abbracciare il movimento femminista. Si distingue in concorsi di scrittura e - dal 2012 - lavora come editor per un portale di informazione e networking di area farmaceutica. Nel 2013 consegue la laurea magistrale in Studi di genere alla London School of Economics.

### Rappresentazione delle donne sui mezzi di informazione
In collaborazione con Catherine Smith fonda il sito web Women's Room, con l'obiettivo di incoraggiare un dibattito tra le professioniste donne, e spingere il giornalismo ad aumentare la rappresentanza femminile sui media. Spunto scatenante dell'iniziativa furono una serie di trasmissioni radiofoniche della BBC del 2012 dedicate alla prevenzione delle gravidanze nella minore età e la prevenzione del cancro al seno; tra gli esperti intervistati nel corso degli episodi non figurava nessuna donna, e anche gli intervistatori erano tutti uomini. Tra gli intervistati appariva Anthony Seldon, preside del Wellington College, una scuola pubblica della regione del Berkshire. Criado-Perez sottolineò che, per quanto Seldon potesse essere un'autorità nel campo della storia politica contemporanea britannica, non aveva competenze particolari negli argomenti dell'intervista. Si espresse contro la selezione limitata di voci in ambito sociologico e di genere presenti nelle trasmissioni, responsabili di rinchiudere il dibattito entro limiti inaccettabili.

### Ritratti di donne sulle banconote
Caroline Criado-Perez criticò la Banca d'Inghilterra per la sua scelta di rimpiazzare il volto di Elizabeth Fry con quello di Winston Churchill sulla banconota da 5 sterline, atto che avrebbe reso il verso delle banconote inglesi appannaggio di sole personalità maschili.: difatti, mentre sul recto delle banconote compare la regina regnante Elisabetta II, il verso è storicamente dedicato a personalità eminenti della storia britannica. L'operazione della Banca d'Inghilterra rimarcava una volta di più, secondo Criado-Perez, la pervasività di maschi bianchi nell'iconografia: l'attivista aggiunse come argomento il fatto che l'Equality Act del 2010 imponesse alle istituzioni pubbliche di eliminare le discriminazioni, ed evidenziò l'opacità della selezione dei soggetti da parte della Banca d'Inghilterra
La campagna attrasse 35.000 sostenitori ed ottenne il sostegno finanziario sufficiente per dare il via a una battaglia legale. La vicenda si risolse con la decisione da parte di Mark Carney, nuovo Governatore dell'istituto bancario nazionale, di inserire l'immagine della scrittrice Jane Austen in sostituzione di quella di Churchill. Criado-Perez, pur non considerando Jane Austen uno tra i suoi modelli prediletti, approvò la scelta dell'istituto. L'iniziativa costò a Criado-Perez e ad altre donne minacce e critiche su Twitter: il caso indusse il social network americano a migliorare gli strumenti di segnalazione interni della piattaforma. Nel 2018 ha inoltre promosso l'installazione di una statua dedicata a Millicent Garrett Fawcett a Parliament Square a Londra, nella cornice delle celebrazioni per il suffragio universale femminile nel Regno Unito.